# ترزا میرزویان
ترزا هایکی میرزویان (میرزووا) (ارمنی: Թերեզա Հայկի Միրզոյան (Միրզոևա)؛ انگلیسی: Tereza Mirzoyan؛ ۱۱ اوت ۱۹۲۲ - ۷ اوت ۲۰۱۶) مجسمه‌ساز اهل ارمنستان بود.

## زندگی‌نامه
وی در ۱۱ اوت ۱۹۲۲ در وانادزور به دنیا آمد و از آکادمی هنری دولتی تفلیس فارغ‌التحصیل گشت. وی همچنین برنده جوایزی همچون مدال کارگر ممتاز، چهره هنری شایسته ارمنستان شوروی و هنرمند شایسته ارمنستان شوروی شد. وی در ۷ اوت ۲۰۱۶ در سن ۹۳ سالگی درگذشت.

## نگارخانه

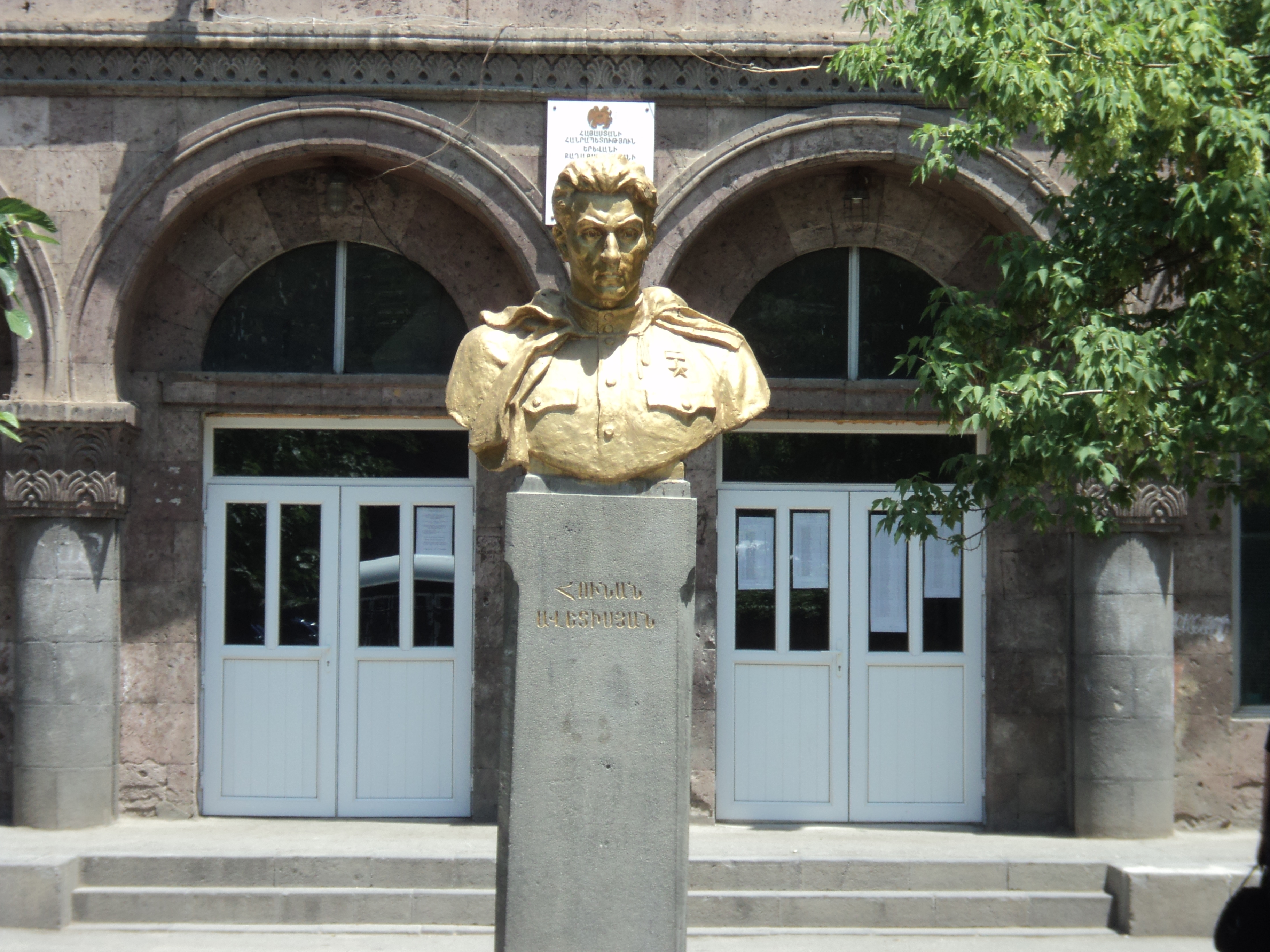
نیم‌تنه هونان آوتیسیان (۱۹۵۶)، مدرسه شماره ۷۴، ایروان
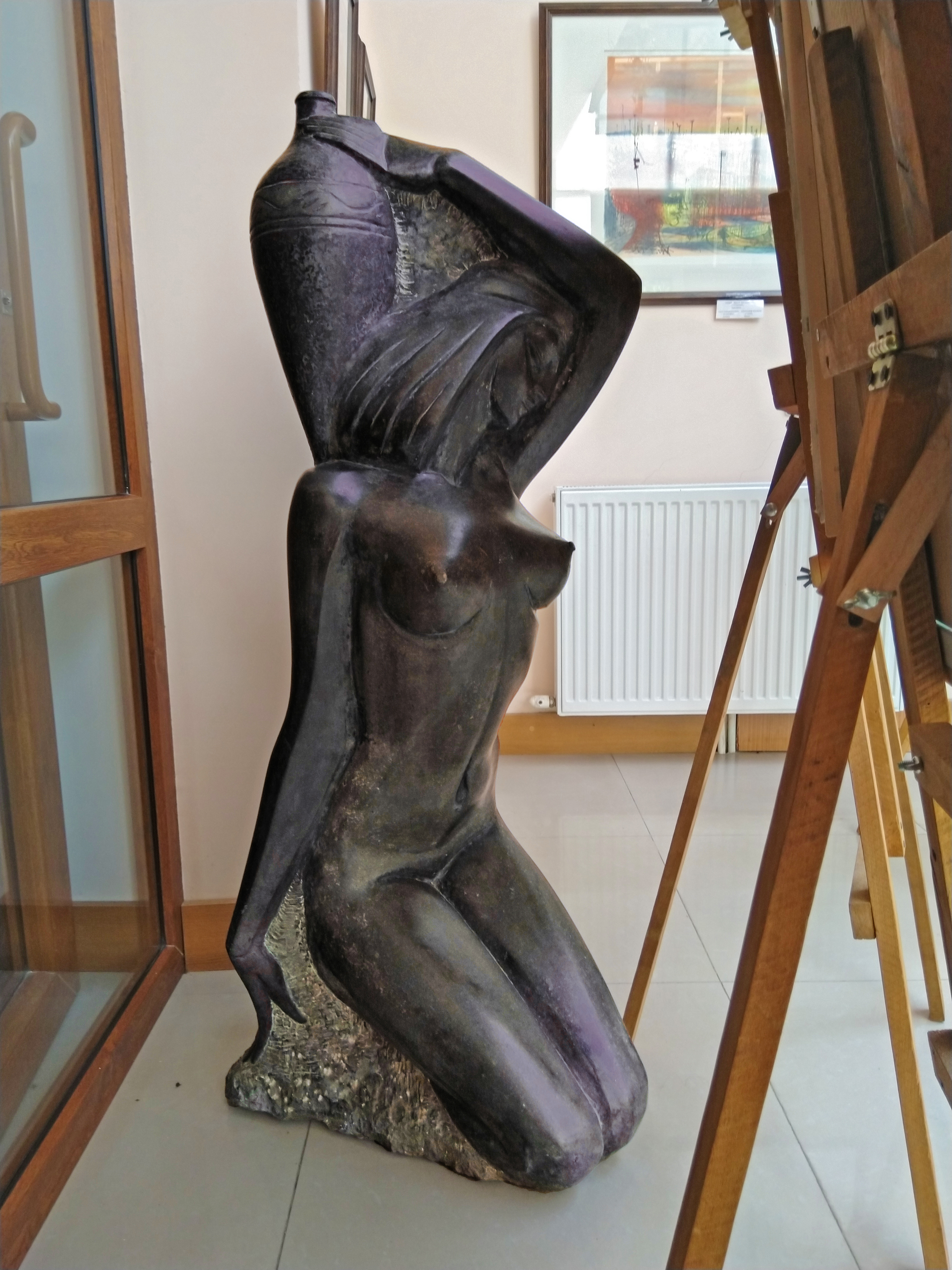
Mädchen mit Krug (۱۹۶۲), نگارخانه-موزه زمین‌شناسی دیلیجان، دیلیجان
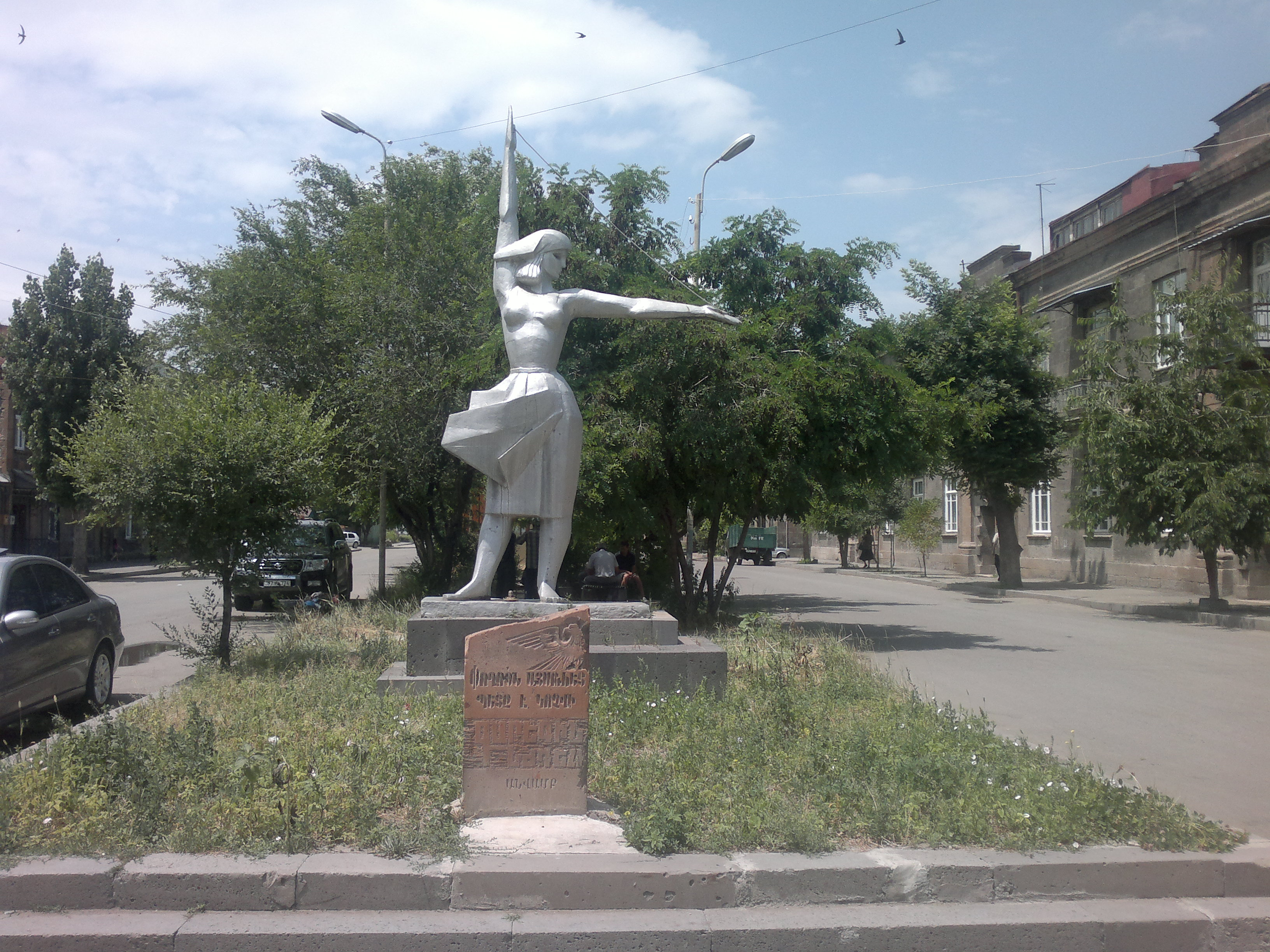
بافنده (۱۹۶۴), گیومری
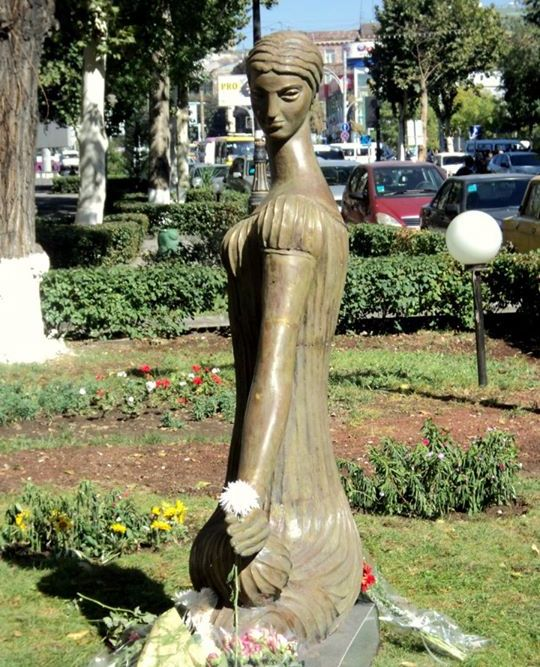
Er liebt, er liebt nicht (۲۰۱۲ بازسازی)، ایروان
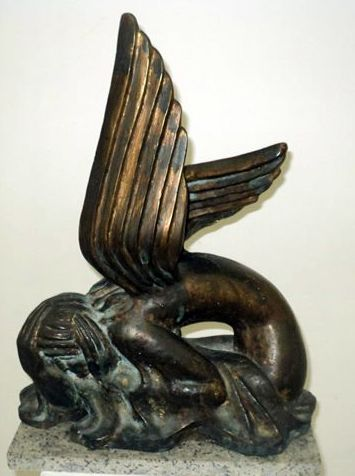
سوگواری